# کاتتوس

در این مثلث ااضلاع c_{1} و c_{2} کاتتوس و h وتر است.

در یک مثلث قائم‌الزاویه کاتتوس (Κάθετος) به هرکدام از اضلاع مثلث گفته می‌شود که وتر نباشد. به عبارت دیگر اضلاعی که زاویه قائمه را تشکیل می‌دهند. اگر دو کاتتوس یک مثلث برابر باشد، آن مثلث را تبدیل به یک مثلث متساوی‌الساقین می‌کند.
نسبت اندازه اضلاع کاتتوس مقادیر تانژان و کتانژان زوایای حاده را مشخص می‌کند.
بر اساس قضیه فیثاغورس، جمع توان دوی اندازه اضلاع کاتتوس، برابر با مقدار وتر است.